# Beeston (Fahrzeugmarke)

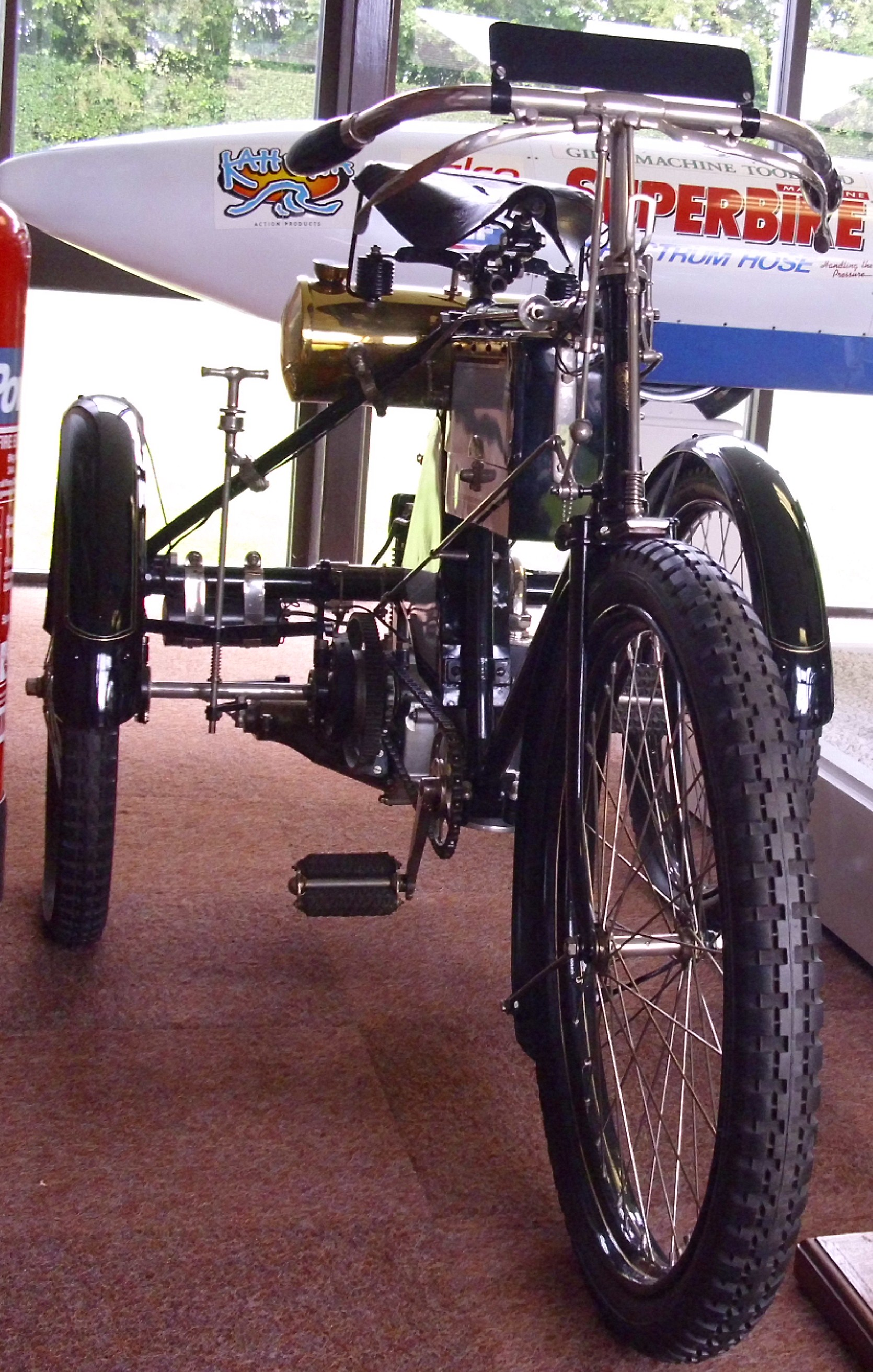
Beeston Motordreirad von 1898

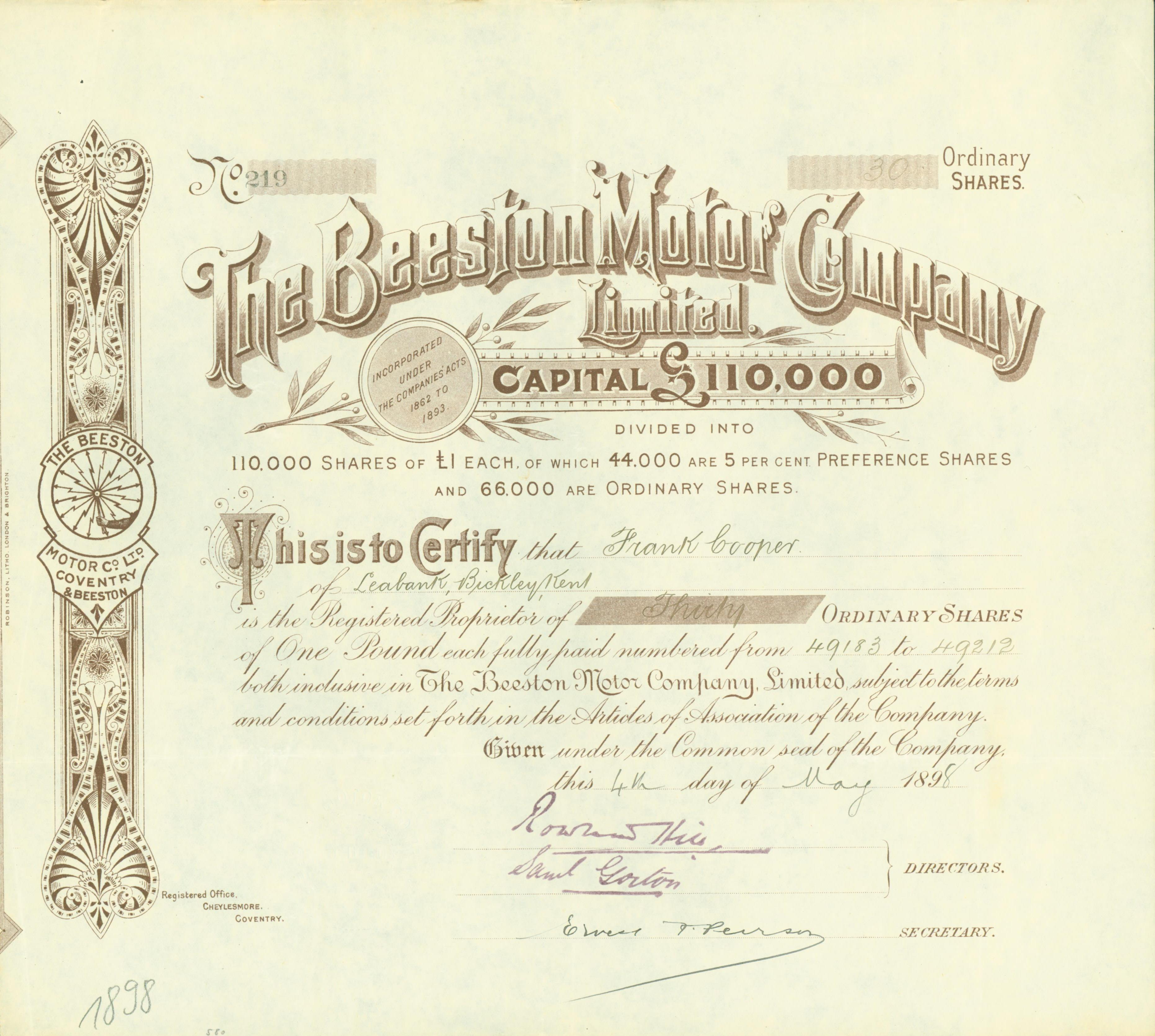
Aktie der Beeston Motor Company Ltd vom 4. Mai 1898

Beeston war eine britische Fahrzeugmarke.

## Markengeschichte
Die New Beeston Cycle Company wurde 1896 von Henry John Lawson gegründet, der auch das  British Motor Syndicate leitete. Der Sitz war in Coventry. Im selben Jahr wurde Quinton Cycle Company übernommen. Zunächst entstanden Fahrräder, dann auch Motorräder. 1897 kam es zur Liquidation. Darauf folgten zwei Nachfolgeunternehmen, ebenfalls in Coventry.
Die Beeston Motor Company stellte ab 1898 Motordreiräder her. Ende 1898 kamen eine Ausführung für Frauen sowie ein vierrädriges Quadricycle dazu. 1899 folgte ein Automobil. 1900 ging das Unternehmen in die Liquidation.
Die Beeston Cycle Company stellte bis 1910 Motorräder her.
Der Automobilhersteller Humber verwendete den Namen Beeston als Modellbezeichnung einiger seiner Fahrzeuge.

## Fahrzeuge
Das Dreirad entstand nach einer Lizenz von De Dion-Bouton. Dementsprechend ähnelte es dem De-Dion-Bouton-Motordreirad. Es hatte ein lenkbares Vorderrad. Der De-Dion-Bouton-Einzylindermotor war zwischen den Hinterrädern eingebaut und trieb sie an. Laut einer Werbeanzeige nahm 1896 ein Fahrzeug erfolgreich am Emancipation Run von London nach Brighton teil, heute als London to Brighton Veteran Car Run bekannt. In der Teilnehmerliste taucht der Name Beeston allerdings nicht auf.
Das Quadricycle basierte auf dem Dreirad, hatte aber anstelle des einzelnen Vorderrades deren zwei. Dazwischen war ein Sitz für einen Passagier.
Der Kleinwagen hatte einen unter dem Sitz eingebauten Motor mit 3,5 PS.
Das Motorrad von 1898 hatte einen verlängerten Fahrradrahmen. Der Motor mit 364 cm³ Hubraum und 1,75 PS Leistung war zwischen Tretlager und Hinterrad montiert, der Benzintank hinter dem Sattel.
Fahrzeuge dieser Marke sind im Museum of Transport in Glasgow und im National Motorcycle Museum in Solihull zu besichtigen.